# Brazos Country
Brazos Country est une petite ville située sur la rive Ouest du Brazos, dans le comté d'Austin, en limite avec le comté de Brazos, au Texas, aux États-Unis,.

## Démographie
Lors du recensement de 2010, la ville comptait une population de 469 habitants. Elle est estimée, le 1er juillet 2019, à 536 habitants.

### Source de la traduction
- (en) Cet article est partiellement ou en totalité issu de l’article de Wikipédia en anglais intitulé « Brazos Country, Texas » (voir la liste des auteurs).